# Eucoila floralis
Eucoila floralis är en stekelart som först beskrevs av Anders Gustav Dahlbom 1846.  Eucoila floralis ingår i släktet Eucoila, och familjen glattsteklar. Arten är reproducerande i Sverige.